# Acanthagrion inexpectum
Acanthagrion inexpectum е вид насекомо от семейство Coenagrionidae. Видът е незастрашен от изчезване.

## Разпространение
Разпространен е в Белиз, Венецуела, Мексико, Панама и Хондурас.